# Svizzera all'Eurovision Song Contest 2010
La Svizzera ha selezionato internamente il suo rappresentante: si tratta di Michael von der Heide, artista molto conosciuto in patria, che si esibirà in Il pleut de l'or, brano uptempo cantato interamente in francese.
Il pleut de l'or è stata presentata al pubblico il 9 gennaio 2010 durante lo spettacolo SwissGala.

## All'Eurofestival
La Svizzera si è esibita in semifinale ma non si è qualificata per la finale del 2010.